# Длинношипая колючая акула
Длинношипая колючая акула, или малая колючая акула, или катран Бленвилли, или акула-катран (лат. Squalus blainville) — вид рода усатых колючих акул семейства катрановых акул отряда катранообразных. Обитает во всех океанах за исключением Северного Ледовитого. Встречается на глубине до 780 м. Максимальный зарегистрированный размер 100 см. Размножается яйцеживорождением. Представляет интерес для коммерческого рыболовства.

## Таксономия
Впервые научно вид описан в 1827 году. Голотип не назначен. Вид назван в честь французского зоолога Анри-Мари Дюкроте-де-Блэнвиля.

## Ареал
Длинношипые колючие акулы обитают в восточной части Атлантики от Бискайского залива до Средиземного моря, у берегов Марокко, Канарских островов, Сенегала и Намибии; в западной части Тихого океана от юга Японии до Тайваня. Заходит в южную часть Чёрного моря. Данные о присутствии этих акул в западной Атлантике, Индийском океане и Тихом океане (воды Австралии, Новой Зеландии, Новой Каледонии, у Гавайских островов, и на севере Чили) могут относиться к другим видам катрановых акул, в частности к Squalus fernandinus и Squalus mitsukurii.
Эти акулы распространены в умеренных и тропических водах на континентальном шельфе и в верхней части материкового склона у дна на глубине от 16 до 780 м.

## Описание
Максимальный зарегистрированный размер составляет 100 см. Рыло закруглённое в форме параболы, довольно длинное. Тело вытянутое, стройное. Ноздри обрамлены широкими лоскутами кожи. Позади глаз имеются брызгальца. Расстояние от кончика носа до рта равно или в 1,3 раза превышает ширину рта. Расстояние от кончика рыла до глаз в два раза больше длины глаза. Ноздри расположены ближе к кончику рыла, чем ко рту. У основания спинных плавников имеются длинные шипы. Первый спинной плавник крупнее второго. Основание первого спинного плавника сдвинуто ближе к грудным плавникам. Основание второго спинного плавника расположено существенно позади основания брюшных плавников. Грудные плавники крупные, широкие, треугольной формы с закруглёнными концами. Брюшные плавники маленькие. Анальный плавник отсутствует. Хвостовой плавник асимметричный, выемка у края более длинной верхней лопасти. На хвостовом стебле имеются латеральные кили и ярко выраженная прекаудальная ямка. Хвостовой стебель длинный.

## Биология
Эти акулы размножаются яйцеживорождением. В помёте от 3 до 4 новорожденных длиной около 23 см. Самцы и самки достигают половой зрелости при длине 50 см и 60 см соответственно. Длинношипые колючие акулы собираются в крупные стаи. Их рацион состоит из костистых рыб, таких как скумбрии, ракообразных и головоногих.

## Взаимодействие с человеком
Вид представляет интерес для коммерческого промысла. Этих акул ловят в Восточной Атлантике и Средиземном море с помощью донных тралов, жаберных сетей и ярусов. Их мясо используют в пищу в свежем, солёном и копчёном виде. Данных для оценки Международным союзом охраны природы статуса сохранности вида недостаточно.